# 程顥
程顥（1032年—1085年），字伯淳，号明道，世稱明道先生。北宋學者、政治家，北宋嘉祐二年（1057年）进士，历官鄠县主簿、上元县主簿、泽州晋城令、太子中允、监察御史、监汝州酒税、镇宁军节度判官、宗宁寺丞等职。後追封豫国公，配祀孔廟。
程顥與其弟程頤皆理學大師，世稱“二程”，二程為洛城伊川人，故其學說，稱之為洛學。早年與程頤共師周敦頤。程顥、程頤學術思想略有不同，程顥主張「明心見性」，重視「氣」，為學「力行」，影響了陸九淵。程頤主張「格物致知」，重視「理」，為學「窮理」，影響朱熹。

## 生平
程顥與其弟程頤共同為宋代理學奠定了基業，“新儒學”的真正成立，自程氏兄弟始。世稱“二程”，程顥叫大程，程頤叫小程。因二程兄弟長期在洛陽講學，故世稱其學為“洛學”。程氏兄弟最重要的貢獻在「天理」的發現，程顥提出“天者理也”和“只心便是天，尽之便知性”的說法。他把“理”視為宇宙的本原。认为知识、真理的来源，知识内在于人的心中，“当处便认取，更不可外求”。就天道來說，程顥形容它是“生”，謂世界生生不已。为学以“识仁”为主，《識仁篇》提到“仁者渾然與物同體，義禮智信皆仁也。識得此理，以誠敬存之而已，不須防檢，不須窮索。”《定性書》則說「夫天地之常，以其心普萬物而無心，聖人之常，以其情順萬物而無情。故君子之學，莫若廓然大公，物來順應。」 
在教育上，程顥先后在嵩阳、扶沟等地设学庠，并潜心教育研究，论著颇巨，形成一套教育思想体系。程颢提出，教育之目的乃在于培养圣人，“君子之学，必至圣人而后己。不至圣人而自己者，皆弃也”。
二程兄弟個性極其不同，大程為人隨和活潑，在洛阳讲学十余年，弟子有“如坐春风”之喻。小程則嚴肅剛直，讲学时间比其兄还长，达三十余年之久。新儒學發展到南宋，朱熹實為集大成者，而以小程為正統。小程整日嚴肅臉孔，端坐如木人，神聖不可侵犯。被視為所謂“道學臉孔”。大程活了五十四歲，小程則活了七十五歲。二程兄弟、張載、邵雍、司馬光、周敦頤六人，朱熹稱之為「北宋六先生」。
程颢在熙宁元年向宋神宗上《论王霸劄子》和《论十事劄子》，並肯定王安石变法。變法之初曾视察诸路农田、水利、赋役。
宋宁宗嘉定十三年（1220年），赐谥程颢为“纯”，程颐为“正”。理宗淳祐元年（1241年），又追封程颢为“河南伯”，程颐为“伊川伯”，并“从祀孔子庙庭”。元明宗至顺元年（1330年），诏加封程颢为“豫国公”，程颐为“洛国公”。

## 家庭

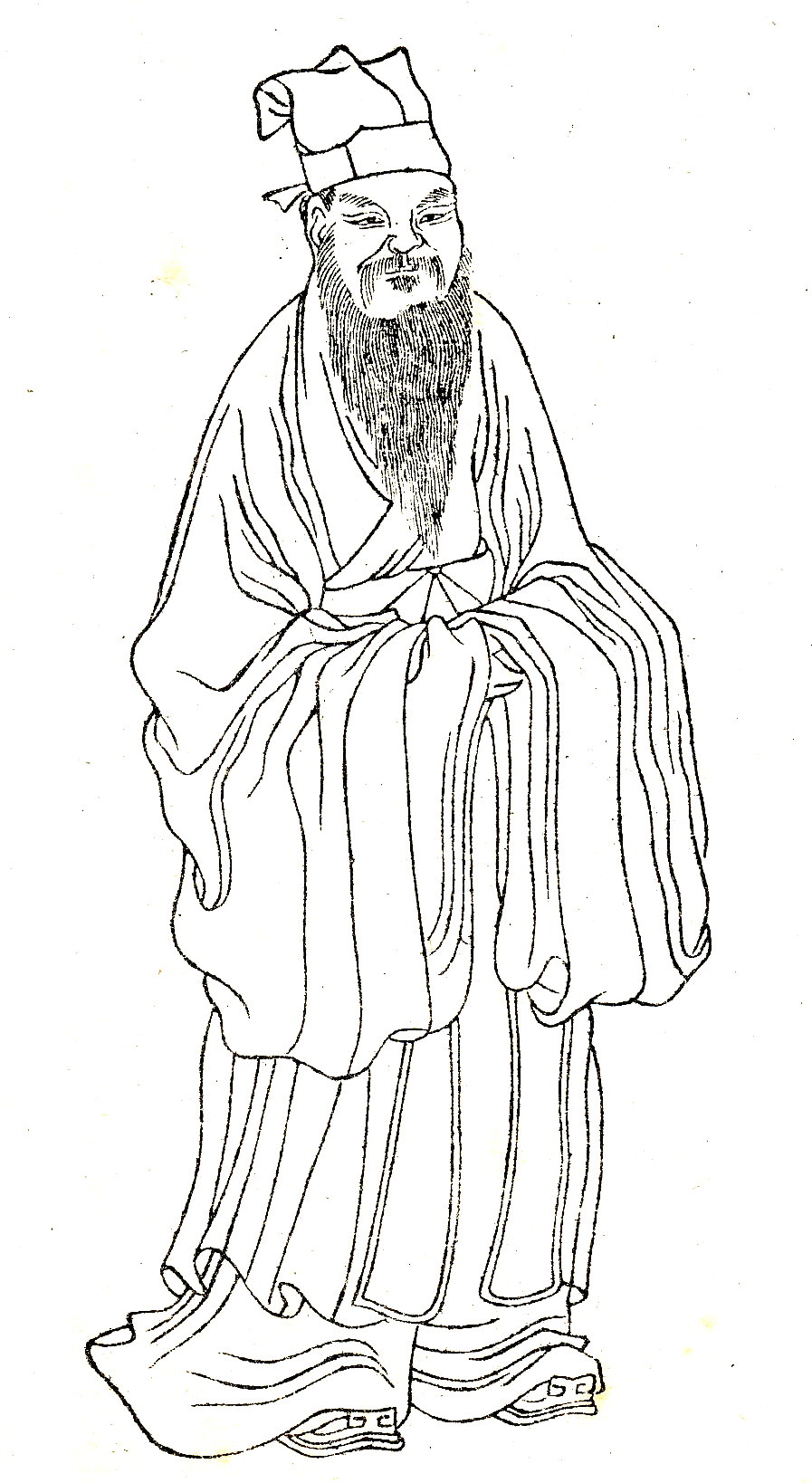
《晩笑堂竹荘畫傳》程颢像

其祖父程遹任黄陂县縣令，卒于该县。父程珦年幼无力返乡，遂居于黄陂，后来还做了县尉。二程就是在其父任黄陂县尉时所生。
高祖父︰程羽
曾祖父︰程希振
曾祖母︰崔氏
祖父︰程遹
祖母︰張氏 (理學家張載之姑)
父親︰程珦 (張載表兄)
母親︰侯氏 (侯道濟第二女，侯可姐姐)
外祖父︰侯道濟
外祖母︰刁氏
外曾祖父︰侯嵩
外高祖父︰侯元
舅父︰侯可
舅母︰劉氏、劉氏，兩名劉氏是姐妹關係。
表弟︰侯仲良
外父：彭思永
外母：晏氏，晏融女兒，晏殊侄女
兒子：程端懿，程端慤，程端本
女兒：四個，其中一個名程澶娘

## 延伸阅读
[在维基数据编辑]
 在维基文库阅读此作者作品（ 在维基共享资源阅览影像）
 《宋史·卷427》，出自脱脱《宋史》

## 研究書目
- A.C. Graham（葛瑞漢）著，程德祥譯：《中國的兩位哲學家：二程兄弟的新儒學》（鄭州：大象出版社，2000）。
- 溫偉耀：《成聖之道——北宋二程修養工夫論之研究》（開封：河南大學出版社，2004）。
- 林維杰：〈程明道的經典詮釋與人物想像〉。

| 北宋五子                           |
| ---------------------------------- |
| 周敦颐 · 邵雍 · 张载 · 程顥 · 程颐 |